# Росс Тауншип (округ Монро, Пенсільванія)
Росс Тауншип (англ. Ross Township) — селище (англ. township) в США, в окрузі Монро штату Пенсільванія. Населення — 5475 осіб (2020).

### Клімат
| Клімат : Росс Тауншип   | Клімат : Росс Тауншип | Клімат : Росс Тауншип | Клімат : Росс Тауншип | Клімат : Росс Тауншип | Клімат : Росс Тауншип | Клімат : Росс Тауншип | Клімат : Росс Тауншип | Клімат : Росс Тауншип | Клімат : Росс Тауншип | Клімат : Росс Тауншип | Клімат : Росс Тауншип | Клімат : Росс Тауншип | Клімат : Росс Тауншип |
| Показник                | Січ.                  | Лют.                  | Бер.                  | Квіт.                 | Трав.                 | Черв.                 | Лип.                  | Серп.                 | Вер.                  | Жовт.                 | Лист.                 | Груд.                 | Рік                   |
| Абсолютний максимум, °C | 19,2                  | 24,4                  | 29,1                  | 33,0                  | 33,7                  | 33,8                  | 37,3                  | 36,1                  | 34,6                  | 30,5                  | 25,2                  | 20,9                  | 37,3                  |
| Середній максимум, °C   | 1,7                   | 3,6                   | 8,6                   | 15,5                  | 21,3                  | 25,8                  | 28,3                  | 27,2                  | 23,3                  | 16,9                  | 10,7                  | 4,0                   | 15,6                  |
| Середня температура, °C | −3,1                  | −1,8                  | 2,8                   | 9,1                   | 14,7                  | 19,5                  | 21,9                  | 20,9                  | 16,9                  | 10,4                  | 5,3                   | −0,6                  | 9,7                   |
| Середній мінімум, °C    | −8                    | −7,2                  | −2,9                  | 2,5                   | 7,9                   | 13,2                  | 15,6                  | 14,7                  | 10,4                  | 4,0                   | −0,1                  | −5,1                  | 3,8                   |
| Абсолютний мінімум, °C  | −28,6                 | −22,5                 | −18,3                 | −10,1                 | −1,4                  | 2,3                   | 5,4                   | 2,8                   | −0,9                  | −7,3                  | −15,1                 | −21,3                 | −28,6                 |
| Норма опадів, мм        | 88                    | 75                    | 96                    | 106                   | 111                   | 122                   | 117                   | 107                   | 125                   | 117                   | 101                   | 104                   | 1268                  |
| Вологість повітря, %    | 70.8                  | 66.7                  | 61.5                  | 58.9                  | 62.9                  | 70.5                  | 70.0                  | 73.4                  | 74.0                  | 71.7                  | 70.7                  | 72.5                  | 68.6                  |
| ----------------------- | --------------------- | --------------------- | --------------------- | --------------------- | --------------------- | --------------------- | --------------------- | --------------------- | --------------------- | --------------------- | --------------------- | --------------------- | --------------------- |
| Джерело: PRISM          |                       |                       |                       |                       |                       |                       |                       |                       |                       |                       |                       |                       |                       |

## Демографія
Згідно з переписом 2010 року, у селищі мешкало 5940 осіб у 2100 домогосподарствах у складі 1679 родин. Було 2218 помешкань
Расовий склад населення:
| - 93,7 % — білих - 2,9 % — чорних або афроамериканців - 0,8 % — азіатів - 0,3 % — корінних американців |

До двох чи більше рас належало 1,5 %. Частка іспаномовних становила 4,7 % від усіх жителів.
За віковим діапазоном населення розподілялося таким чином: 23,2 % — особи молодші 18 років, 65,4 % — особи у віці 18—64 років, 11,4 % — особи у віці 65 років та старші. Медіана віку мешканця становила 43,2 року. На 100 осіб жіночої статі у селищі припадало 101,4 чоловіків;  на 100 жінок у віці від 18 років та старших — 100,1 чоловіків також старших 18 років.
Середній дохід на одне домашнє господарство  становив 81 334 долари США (медіана — 69 375), а середній дохід на одну сім'ю — 86 021 долар (медіана — 74 296). Медіана доходів становила 52 614 долари для чоловіків та 40 088 доларів для жінок. За межею бідності перебувало 9,3 % осіб, у тому числі 23,1 % дітей у віці до 18 років та 1,9 % осіб у віці 65 років та старших.
Цивільне працевлаштоване населення становило 3218 осіб. Основні галузі зайнятості: освіта, охорона здоров'я та соціальна допомога — 33,2 %, виробництво — 10,3 %, фінанси, страхування та нерухомість — 10,3 %.